# Фонд Владимира Смирнова и Константина Сорокина

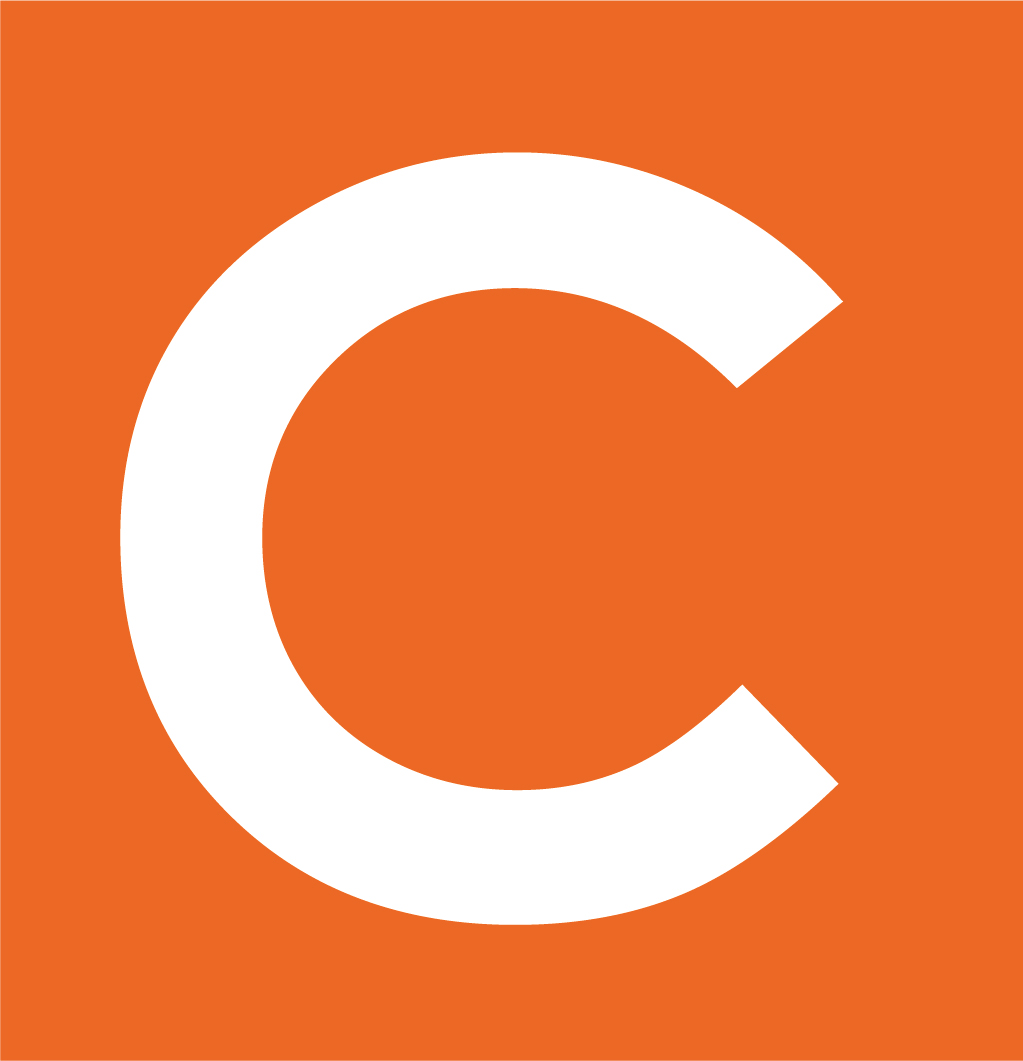

Фонд поддержки современного искусства «СФЕРА» (ранее — Фонд Владимира Смирнова и Константина Сорокина) — российский фонд современного искусства, основанный Владимиром Смирновым и Константином Сорокиным в 2008 году.

## История
Фонд Владимира Смирнова и Константина Сорокина был основан в 2008 году.
За время деятельности фонда было подготовлено и реализовано большое количество крупных выставочных проектов, важнейшим из которых является «Поколение XXI» Российское искусство 00-х и 10-х., который прошел в Государственной Третьяковской галереи в 2020 году. Выставка была приурочена к крупнейшему дару коллекции современного искусства Третьяковской галерее в новейшей истории России.
В 2018 году фонд стал лауреатом государственной премии в области современного искусства «Инновация». "За поддержку современного искусства России.
Художественные мастерские фонда являются уникальным по своему характеру объектом художественной жизни Москвы.
За 7 лет через резиденции прошло больше 120 художников.
Реализовались выставки: Алисы Йоффе, Андрея Андреева, Алины Глазун, Олега Устинова, Игоря Самолета, Людмилы Барониной, Анастасии Рябовой, Александра Морозова, Романа Минаева, Егора Федоричева, Александра Веревкина, Анастасии Кизиловой, Леонида Цхэ, арт-группы ЕлиКука, Андрея Сяйлева, Ивана Горшкова, Давида Тер-Оганьяна, Ильи Гришаева и многих других.
В 2024 году фонд «СФЕРА» объявил о запуске программы поддержки самоорганизаций, локальных институций и художественных сообществ. Проект включает в себя резиденции, арт-экспедиции, групповые выставки, лабораторные, образовательные и просветительские инициативы. В рамках новой программы в Казани совместно с Центром современной культуры «Смена» была проведена серия арт-резиденций с участием художников из различных регионов страны. Кураторами выступили художники Алексей Корси и Артур Голяков.

## Художники, сотрудничающие с фондом
Александра Галкина, Иварс Гравлейс, Жанна Кадырова, Владимир Логутов, Миша Мост, Сергей Сапожников, Давид Тер-Оганьян, Светлана Шуваева, Камиль Лорелли, Игорь Шуклин, Андрей Сяйлев, группа «ЕлиКука», Алина Глазун, Александр Зайцев, Александр Верёвкин, Анастасия Кизилова, Алиса Йоффе, Людмила Баронина, Игорь Самолёт, Юлия Вергазова, Егор Федоричев, Сергей Прокофьев, Елена Минаева, Артём Галощапов, Слава Нестеров, Владимир Омутов, Пётр Кирюша.

## Наиболее известные выставочные проекты фонда
- 2010 — Групповая выставка «WC» в рамках ярмарки COSMOSCOW (г. Москва)
- 2011 — «TEST ALARM» в рамках ярмарки ViennaFair (Австрия, г. Вена)
- 2011 — «ВКЛ.ВЫКЛ» Спецпроект 4 Московской биеннале современного искусства (г. Москва)
- 2012 — «Angry Birds» (куратор Давид Тер-Оганьян), Варшавский Музей современного искусства(Польша, г. Варшава)
- 2013 — «Ничего подобного» (куратор Владимир Логутов) в рамках специального московского проекта 5-й Биеннале современного искусства, Музей Москвы (г. Москва)
- 2014 — (куратор Владимир Логутов) «Не музей. *Лаборатория эстетических подозрений» в рамках параллельной программы биеннале Manifesta 10 (г. Санкт-Петербург)
- 2014 — «Визуальная библиотека» (куратор Владимир Логутов) в рамках фестиваля современного искусства ARTBAT FEST 5 (Казахстан, г. Алматы)
- 2015 — «Нет времени», спецпроект 6 Московской биеннале современного искусства, ЦСИ «ВИНЗАВОД» (г. Москва)
- 2015 — совместныей проект с ОО «Евразийский Культурный Альянс» — Стрит- арт проект «Общее в частности» (куратор Владимир Потапов) в рамках фестиваля современного искусства ARTBATFEST (Казахстан, г. Алматы)
- 2015 — проект «АУТ/OUT» (куратор Игорь Шуклин) в рамках ярмарки современного искусства COSMOSCOW 2015 (г. Москва)
- 2015 — групповая выставка «Нет времени» (куратор Владимир Логутов) в рамках программы спецпроектов VI Московской биеннале современного искусства, ЦСИ «ВИНЗАВОД» (г. Москва)
- 2015 — совместный проект с «Новым крылом» Дома Гоголя — групповая выставка «Тренды» (кураторы: Антонина Баевер, Роман Минаев), «Новое крыло» Дома Гоголя, в рамках параллельной программы VI Московской биеннале современного искусства (г. Москва)
- 2016 — совместный проект с ДК «Трёхгорка» «Про то, как мы стали друг другом», ДК «Трёхгорка», в рамках программы V Московской международной биеннале молодого искусства (г. Москва)
- 2017 — групповая выставка «Оргия вещей» (куратор Владимир Логутов), мастерская Фонда, в рамках параллельной программы VII Московской международной биеннале современного искусства (г. Москва)
- 2017 — соорганизаторы выставки «Между усталостью: к новым формам жизни» (кураторы: Елена Ищенко, Антонина Трубицына), Дворец культуры железнодорожников, в рамках IV Уральской индустриальной биеннале современного искусства (г. Екатеринбург)
- 2019 — «Русские ведьмы» (кураторы Юлия Грачикова, Павел Коваленко), совместный проект с Центрпойнт Базель. (Швейцария)
- 2019 — «После нас» (куратор Владимир Селезнёв), совместный проект с Уральским филиалом ГЦСИ-РОСИЗО, специальный проект 5-й Уральской индустриальной биеннале современного искусства (г. Екатеринбург)
- 2020 — «Поколение ХХI. Дар Владимира Смирнова и Константина Сорокина» (кураторы Ирина Горлова, Владимир Логутов, Игорь Волков), совместный проект с «Новой Третьяковкой» (г. Москва)
- 2023 — «Архипелаг грез» (куратор Сергей Гуськов), совместный проект с ЦСК «Смена» (г. Казань)
- 2023 — «Архипелаг грез» (куратор Сергей Гуськов), совместный проект с галереей «Виктория» (г. Самара), Жилым комплексом «ЗИМ Галерея» (г. Самара) и ЦСК «Смена» (г. Казань).
- 2024 — «Архипелаг грез» (куратор Сергей Гуськов), совместный проект с  Галереей Синара Арт (г. Екатеринбург)
- 2024 — «Их неудержимо клонило в сон» (кураторы Алексей Корси и Сергей Баландин), совместный проект со Stella Art Foundation (г. Москва) и галереей «Виктория» (г. Самара)

## Резиденции и проекты в мастерской Фонда
- 2014 — Open Studio (в мастерской на ул. Буракова, 27)
- 2014 — Выставка Давида Тер-Оганьяна «Вне себя» (в мастерской на ул. Буракова, 27)
- 2014 — Выставка Сергея Скутару «Праздник» (в мастерской на ул. Буракова, 27)
- 2014 — Выставка «БЭКСТЭЙДЖ» (в мастерской на ул. Буракова, 27)
- 2014 — Выставка «Кому война» (в мастерской на ул. Буракова, 27)
- 2014 — Выставка «Золотой дождь». Трех резидентов Стаса Волязловского, Тиграна Качатряна и Вики Бегальской (в мастерской на ул. Буракова, 27)
- 2015 — Выставка Сергея Прокофьева «Мозговой паразит» (в мастерской на ул. Буракова, 27)
- 2015 — Выставка Кирилла Жилкина «Мутация» (в мастерской на ул. Буракова, 27)
- 2015 — Выставка «КОН». Илья Гришаев (в мастерской на ул. Буракова, 27)
- 2015 — Выставка «Резиденция Моква». (в мастерской на ул. Буракова, 27)
- 2015 — Выставка Полины Орловой и Александра Зайцева «Точка соприкосновения» (в мастерской на ул. Буракова, 27)
- 2015 — Выставка резидентов. Платон Петров, Елена Бызова и Катерина Садовски (в мастерской на ул. Буракова, 27)
- 2015 — Выставка арт-группы ЕлиКука (в мастерской на ул. Буракова, 27)
- 2016 — Выставка Леонида Цхэ и Ивана Ключникова (в мастерской на ул. Буракова, 27)
- 2016 — Выставка Марики и Леопарда «Самотряс» (в мастерской на ул. Буракова, 27)
- 2016 — Выставка Анастасии Кизиловой «Работа за работу» (в мастерской на ул. Буракова, 27)
- 2016 — Выставка Николая Онищенко и Димы Филлипова «LAND» (в мастерской на ул. Буракова, 27)
- 2016 — Выставка Ивана Горшкова «Мираж оборжаки» (в мастерской на ул. Буракова, 27)
- 2016 — Выставка Виктории Кошелевой «Атлас» (в мастерской на ул. Буракова, 27)
- 2016 — Выставка «Аккорд — Это искусство сделано на Земле». Андрей Сяйлев, Ксения Николаев, Илья Федотов-Федоров (в мастерской на ул. Буракова, 27)
- 2016 — Выставка «Новое пространство» (в мастерской на Правде, 24, стр. 5)
- 2016 — Выставка Александра Веревкина «Опыты» (в мастерской на Правде, 24, стр. 5)
- 2017 — Выставка «ТРИ» в рамках резидентской программы. Петр Кирюша, Елена Минаева, Тимур Хуррамов (в мастерской на Правде, 24, стр. 5)
- 2017 — Проект Анастасии Кизиловой «Found Project» (в мастерской на Правде, 24, стр. 5)
- 2017 — Open Studio. (в мастерской на Правде, 24, стр. 5)
- 2017 — Выставка Романа Минаева и Дмитрия Фёдорова «КАРТОНКИ 新ドラゴン» (в мастерской на Правде, 24, стр. 5)
- 2017 — Выставка Александра Морозова «Массы» (в мастерской на Правде, 24, стр. 5)
- 2017 — Выставка Анастасии Рябовой «Ириска и конфетка на острие борьбы» (в мастерской на Правде, 24, стр. 5)
- 2017 — Резиденция Pablo Tomek & Ken Sortais (в мастерской на Правде, 24, стр. 2)
- 2017 — Выставка по итогу резиденции Александры Ким, Элизы Крейцберг и Алисы Омельянцевой. (в мастерской на Правде, 24, стр. 2)
- 2017 — Выставка по итогу резиденции Егора Федоричева и Романа Минаева (в мастерской на Правде, 24, стр. 2)
- 2017 — Резиденция Александра Зайцева в мастерской (в мастерской на Правде, 24, стр. 2)
- 2017 — Резиденция Bulow Malin в рамках ярмарки Cosmoscow
- 2017 — Выставка по итогу конкурса среди студентов ИПСИ. Анна Кобзева, Алла Мировская, София Асташова (в мастерской на Правде, 24, стр. 2)
- 2017 — Выставка Людмилы Барониной «Укрытие». По итогу конкурса Anna Nova (в мастерской на Правде, 24, стр. 2)
- 2017 — Выставка по итогу резиденции Екатерины Муромцевой, Евгения Музалевского и Ксении Корниловой. (в мастерской на Правде, 24, стр. 2)
- 2017 — Выставка Дениса Серенко и Ивана Смеха «НАПРЯМИК» (в мастерской на Правде, 24, стр. 2)
- 2017 — Выставка Игоря Самолета «Пьяные признания» (в мастерской на Правде, 24, стр. 2)
- 2018 — Выставка Олега Устинова «Жидкая геометрия» (в мастерской на Правде, 24, стр. 2)
- 2018 — Выставка Антона Бунденко «Futureisnown» (в мастерской на Правде, 24, стр. 2)
- 2018 — Выставка Алины Глазун и Петра Кирюши «Если закрыть глаза, возможно, оно исчезнет» (в мастерской на Правде, 24, стр. 2)
- 2018 — Выставка арт-группы Cosi o cosa (Владимир Рогов, Иван Намулат, Илья Близнец) «СМИК» (в мастерской на Правде, 24, стр. 2)
- 2018 — Выставка Александра Голынского и Александра Зайцева «Сохранить как» (в мастерской на Правде, 24, стр. 2)
- 2018 — Выставка по итогу резиденции Андрея Андреева, Александра Гореликова и Андрея Режет (в мастерской на Правде, 24, стр. 2)
- 2018 — Выставка Алисы Йоффе «Под мостовой — пляж!» (в мастерской на Правде, 24, стр. 2)
- 2018 — Выставка по итогу конкурса среди студентов ИПСИ (в мастерской на Правде, 24, стр. 2) — Александра Лавриненко, Александра Михайлова «Стандартное путешествие»
- 2018 — Open Studio (в мастерской на Правде, 24, стр. 2)
- 2018 — Выставка Игоря Самолета «Взаимные обвинения» (в мастерской на Правде, 24, стр. 2)
- 2018 — Выставка по итогу резиденции Юлии Вергазовой и Алексея Рюмина (в мастерской на Правде, 24, стр. 2)
- 2018 — Выставка Андрея Сяйлева «За предел вовлеченности» (в мастерской на Правде, 24, стр. 2)
- 2019 — Выставка по итогу резиденции Славы Нестерова и Ивана Тузова (в мастерской на Правде, 24, стр. 2)
- 2019 — Фокус Ростов (в мастерской на Правде, 24, стр. 2)
- 2019 — Студенты Ивана Новикова. Выставка ………І…|….|.ІІІ.||||.|||.І|||І|||ІІ.. (в мастерской на Правде, 24, стр. 2)
- 2019 — Персональная выставка Владимира Карташова «Распознование паттернов» (в мастерской на Правде, 24, стр. 2)
- 2019 — Выставка Артема Голощапова «Нелепое равновесие» (в мастерской на Правде, 24, стр. 2)
- 2019 — Выставка «Мамочка» по итогу резиденции Жени Музалевского (в мастерской на Правде, 24, стр. 2)
- 2019 — Выставка «Mayday.Mayday.Mayday» по итогу резиденции Анны Афониной (в мастерской на Правде, 24, стр. 2)
- 2019 — Выставка Той-Чтак «Просто так» (в мастерской на Правде, 24, стр. 2)
- 2019 — Выставка Павла Соловьева (в мастерской на Правде, 24, стр. 2)
- 2019 — Выставка Ильи Волюма «Амнион» (в мастерской на Правде, 24, стр. 2)
- 2019 — Выставка Игоря Шуклина «Роение горизонтов» (в мастерской на Правде, 24, стр. 2)
- 2019 — Фокус Краснодар. ***lump (в мастерской на Правде, 24, стр. 2)
- 2019 — Выставка по итогам резиденции Вики Бегальской и Александра Вилкина «Saw u» (в мастерской на Правде, 24, стр. 2)
- 2019 — Итоговая выставка. «Выставка», «Хватит», «А есть форма, чтобы быть в состоянии стоять среди», «Старые добрые 2020-е. Заключительный авангард» (в мастерской на Правде, 24, стр. 2)
- 2020 — Выставка Миши Гудвина «Трансформировать выделенную область» (в мастерской на Правде, 24, стр. 2)
- 2020 — САДЫРИЯ — проект Posthuman Studies Lab в рамках платформы Russian Ferations (в мастерской на Правде, 24, стр. 2)
- 2020 — Анастасия Толчнева (Lovozero) и Аня Кравченко Encampment / Лагерь. Дискуссии и практики (в мастерской на Правде, 24, стр. 2)
- 2020 — Лайв перфоранс Сергея Прокофьева «НАПРЯЖЕНИЕ» (в мастерской на Правде, 24, стр. 2)
- 2020 — Выставка Елены Минаевой «Своя комната» (в мастерской на Правде, 24, стр. 2)
- 2020 — Выставка Жени Музалевского и Леонида Цхэ «Роскошь» (в мастерской на Правде, 24, стр. 2)
- 2020 — Выставка Александра Веревкина, Антона Гудкова и Сергея Таушанова «Точка входа» (в мастерской на Правде, 24, стр. 2)
- 2020 — Выставка Анастасии Королевой «Амбивалентность» в рамках VII Московской международной биеннале молодого искусства (в мастерской на Правде, 24, стр. 2)
- 2020 — Выставка Романа Минаева «Лучше уже не будет!» (в мастерской на Правде, 24, стр. 2)
- 2020 — Выставка REMOTE INTIMACY: SOCIAL INTERFACE IN DIGITAL DISORDER AGE. VOL. 3 (в мастерской на Правде, 24, стр. 2)
- 2021 — Выставка Анны Кобзевой-Таганцевой и Кати Грановой (в мастерской на Электрическом переулке, д. 1, стр. 12)
- 2021 — Выставка «Сад неземных утешений» в рамках программы «Фокус Урал» (в мастерской на Электрическом переулке, д. 1, стр. 12)
- 2021 — Выставка Владимира Омутова и Валентина Трусова «red tide//faceless» (в мастерской на Электрическом переулке, д. 1, стр. 12)